# Баранова, Марина Юрьевна
Марина Юрьевна Баранова (род. 10 мая 1988, Пермь) — российская самбистка, чемпионка (2008) и бронзовый призёр (2009) чемпионатов России, бронзовый призёр чемпионата Европы 2005 года, серебряный призёр чемпионата мира 2008 года, мастер спорта России, выпускница Пермского государственного гуманитарно-педагогического университета.

## Спортивные результаты
- Чемпионат России по самбо среди женщин 2008 года —
- Чемпионат России по самбо среди женщин 2009 года —